# Chantairac
Chantairac (en francès Chantérac) és un municipi francès situat al departament de la Dordonya i a la regió de la Nova Aquitània.

## Demografia
| 1962                                       | 1968 | 1975 | 1982 | 1990 | 1999 | 2007 |
| ------------------------------------------ | ---- | ---- | ---- | ---- | ---- | ---- |
| 518                                        | 515  | 414  | 418  | 461  | 456  | 827  |
| Des de 1962: població sense dobles comptes |      |      |      |      |      |      |

## Batlle
| Període | Identitat         | Partit |
| ------- | ----------------- | ------ |
| 2001-   | Jean-Michel Magne | PS     |